# Vilšany (okres Chust)
Vilšany, česky, slovensky a rusínsky také Olšany (Ольшаны), ukrajinsky Вільшани, maďarsky Égermező, rumunsky Vilșanî, je obec v Drahovské územní komunitě (hromadě), v okrese Chust v Zakarpatské oblasti Ukrajiny. V roce 2001 zde žilo 1125 obyvatel.

## Místní části
- Bovcar, ukrajinsky Бовцар
- Hlysna, ukrajinsky Глисна

## Historie
Ves je v historických zdrojích uváděna pod různými názvy:
1888 a 1892 – Vulsánya
1898 – Vulsána
1913 a 1918 – Égermező
1930 – Olšany
1944 — Vulsana, Вулшана
1983 — Вільшани, Ольшаны
První písemná zmínka o vesnici pochází z 15. století. Do uzavření Trianonské smlouvy byla ves součástí Uherska, poté byla součástí Československa. Od roku 1945 byla obec součástí Ukrajinské sovětské socialistické republiky, která byla součástí SSSR. V letech 1949 až 1955 byla nad současnými Vilšany vybudována přehradní nádrž Vilšany a elektrárna Terebla-Rika. Část Vilšan, resp.Olšan, byla zatopena a současné Vilšany jsou na místě, kde dříve byla ves Bovcar. Od roku 1991 je obec součástí nezávislé Ukrajiny.